# Сергіївка (Голованівський район)
Сергі́ївка — село в Благовіщенській громаді Голованівського району Кіровоградської області України. Населення становить 27 осіб.

## Населення
Згідно з переписом УРСР 1989 року чисельність наявного населення села становила 14 осіб, з яких 5 чоловіків та 9 жінок.
За переписом населення України 2001 року в селі мешкало 26 осіб.

### Мова
Розподіл населення за рідною мовою за даними перепису 2001 року:
| Мова       | Відсоток |
| ---------- | -------- |
| українська | 96,30 %  |
| російська  | 3,70 %   |